# صول منخفض كبير

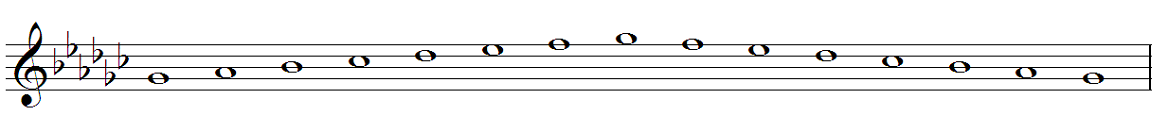
سلم صول منخفض كبير صعوداً وهبوطاً

صول منخفض كبير (G-flat major) هو سلم موسيقي كبير يتألف من الدرجات الموسيقية صول المنخفضة ♭G، لا المنخفضة ♭A، سي المنخفضة ♭B، دو المنخفضة ♭C، ري المنخفضة ♭D، مي المنخفضة ♭E، فا F، وينتهي بمفتاح صول المنخفضة ♭G، وذلك على الترتيب التالي من اليسار إلى اليمين:
♭G♭, A♭, B♭, C♭, D♭, E♭, F, G
يحوي سلم صول منخفض الكبير على ست إشارات خفض، واحدة على الصول وواحدة على اللا وواحدة على السي وواحدة على الدو وواحدة على الري وواحدة على المي.
إن المفتاح الموسيقي القريب له على السلم الصغير هو مي منخفض صغير، أما المفتاح الموسيقى الموازي فهو صول منخفض صغير.